# Anat Lelior

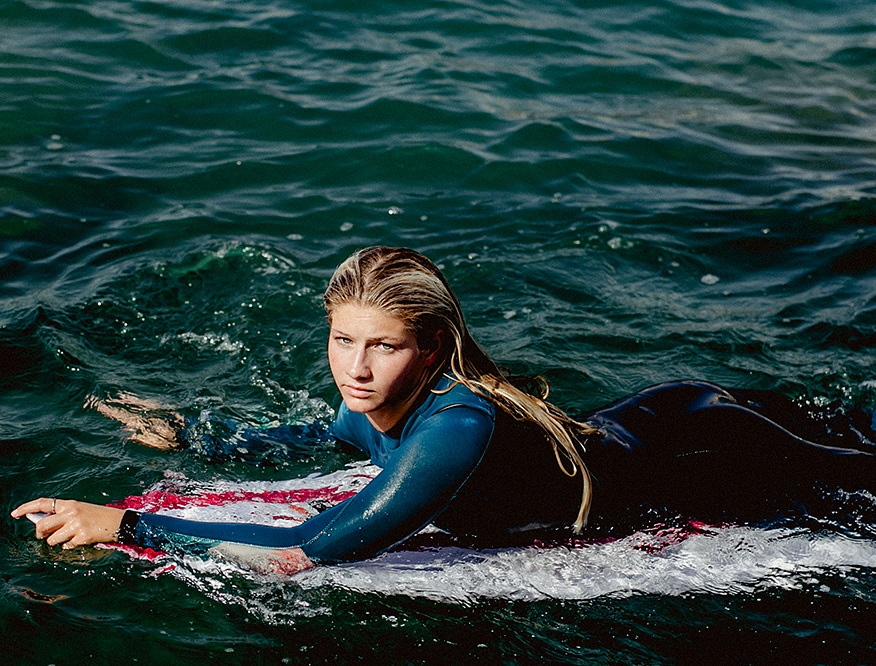
Lelior 2017

Anat Lelior ( em hebraico:  ענת ליליאור  ; n. 29 de abril de 2000) é uma surfista israelense. Ela representou Israel nos Jogos Olímpicos de Verão de 2020.

## Biografia
Sua mãe é Eti Jacobi. Lelior começou a surfar aos 5 anos de idade, quando seu pai a levava para o Mar Mediterrâneo em Tel Aviv, Israel. Ela tem uma irmã mais nova, Noa, que também surfa. Sua cidade natal é Tel Aviv. O seu clube de surfe é Galim, de propriedade de Shlomi Eyni e Inbar. Ela é uma militar das Forças de Defesa de Israel.

## Carreira de surf
Lelior foi a vice-campeã da World Surf League (WSL) Europe Pro Junior de 2018.
Em 2019, ela ganhou o Burton Automotive Pro International Trials na Austrália no Surfest. Ela também venceu o Deeply Pro Anglet 2019, um evento WSL Qualifying Series (QS) 1.500 em Chambre d'Amour.

## Jogos Olímpicos de 2020
Lelior se qualificou para o surfe nos Jogos Olímpicos de Verão de 2020, terminando como o melhor surfista da Europa (Israel é considerado parte da Europa, de acordo com o protocolo do Comitê Olímpico Internacional) e uma das 30 melhores surfistas na divisão geral aberta em 2019 ISA World Surfing Games em Miyazaki, Japão.